# Горня-Стубица

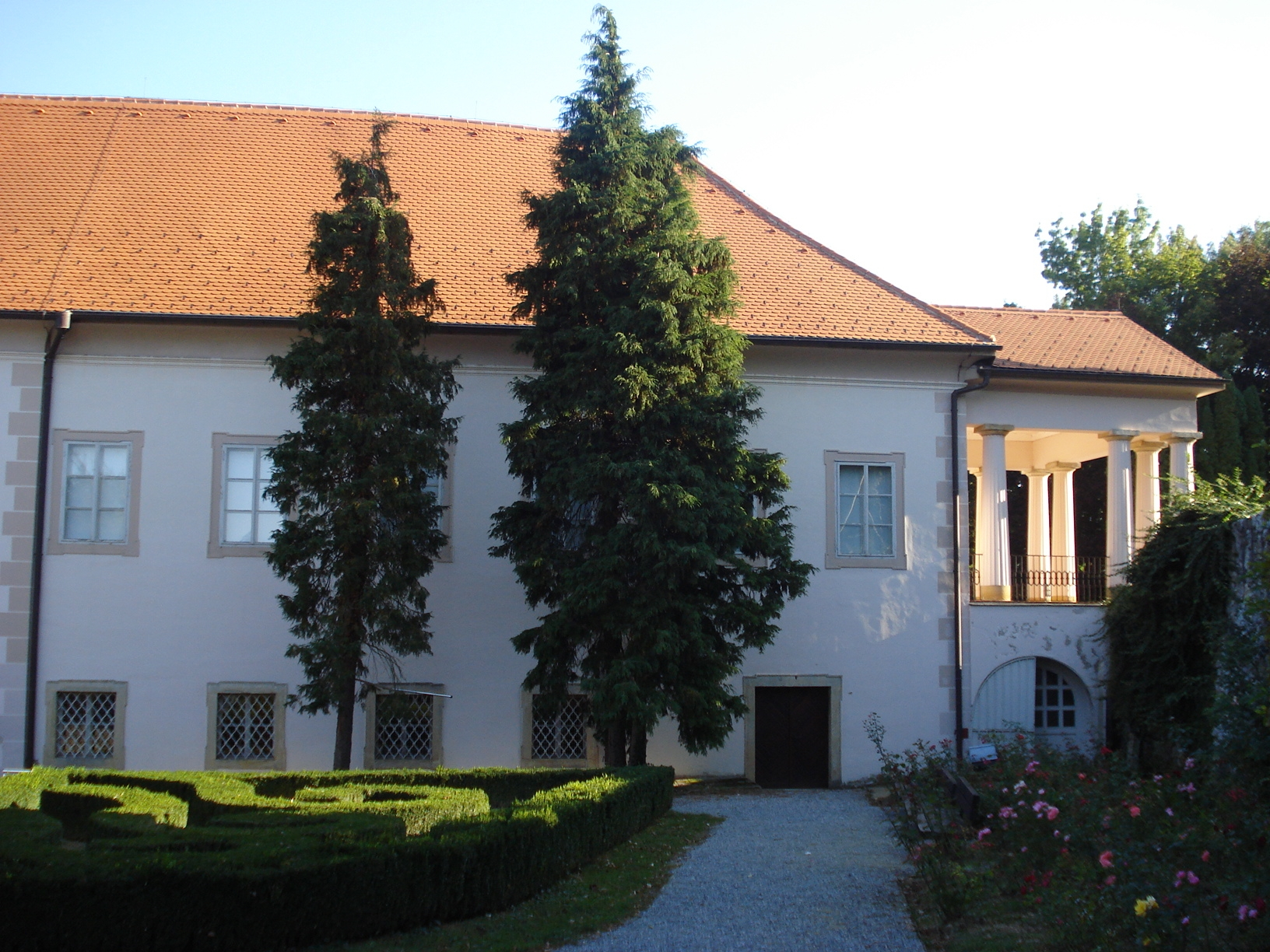
Дворец Оршичей

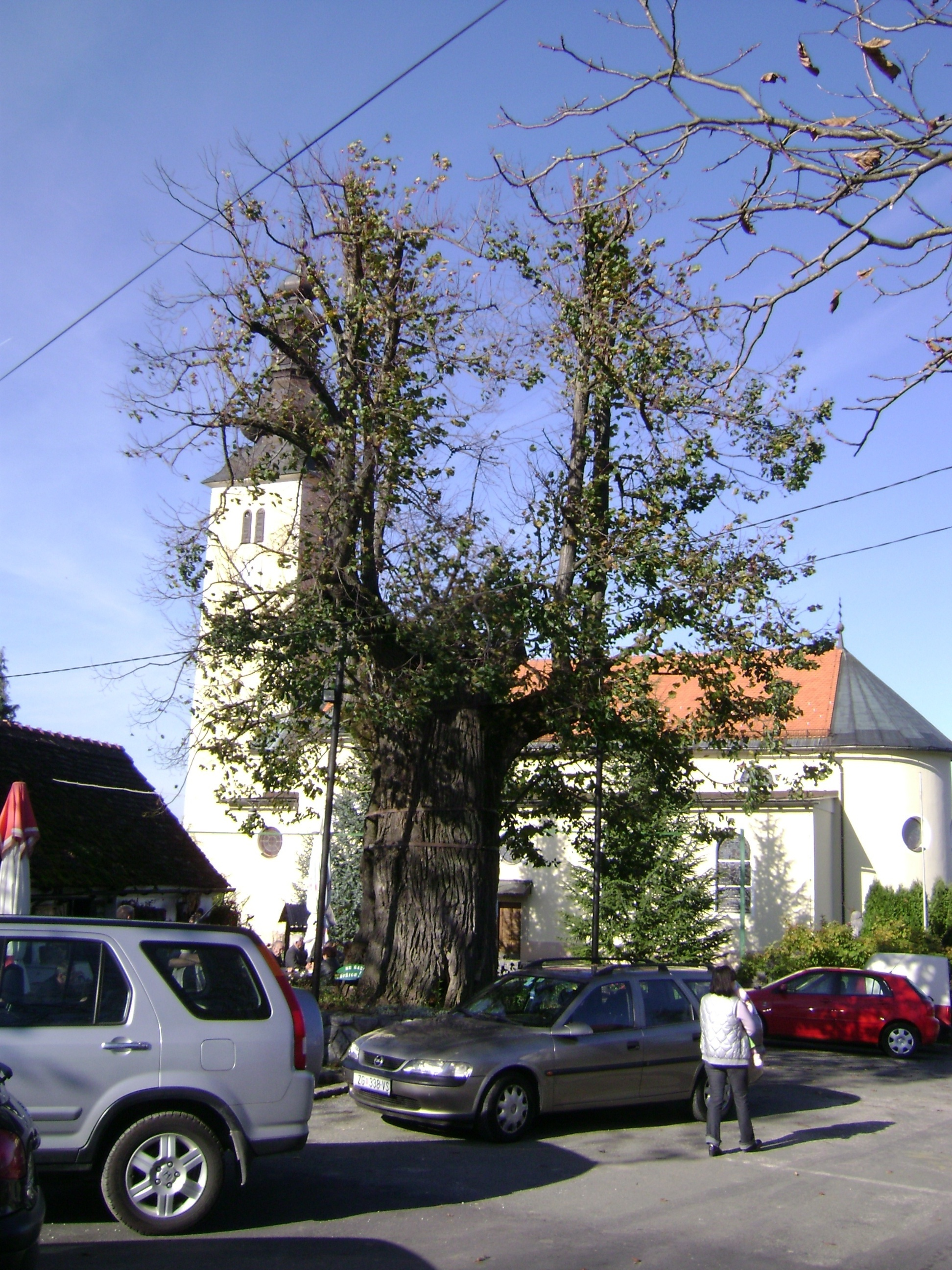
Губчева липа и церковь св. Георгия

Го́рня-Сту́бица ( Gornja Stubica) — община с центром в одноимённом посёлке на севере Хорватии, в Крапинско-Загорской жупании. Население 825 человек в самом посёлке и 5237 человек во всей общине (2001). Подавляющее большинство населения — хорваты (99,2 %). В состав общины кроме Горня-Стубицы входят ещё 19 деревень. Первое упоминание о церковном приходе св. Георгия в Горне-Стубице относится к 1209 году.
Посёлок находится на северных склонах лесистого горного хребта Медведница в 2 км к востоку от города Донья-Стубица. Окрестности посёлка живописны и привлекают любителей природного туризма. В посёлке есть конечная ж/д станция тупиковой ветки Забок - Донья-Стубица - Горня-Стубица.
В Горне-Стубице есть несколько культурных и природных достопримечательностей:
- Дворец Оршичей[англ.] — барочный замок знатной хорватской семьи Оршичей (1756 год).
- Церковь святого Георгия — впервые упомянута в 1209 году, впоследствии многократно перестраивалась. Нынешний барочный облик приобрела в XVIII веке.
- Губчева липа (хорв. Gupčeva lipa) — липа возрастом более 400 лет, в 1957 году объявлена природным памятником и взята под охрану. Названа по имени Матия Губеца, предводителя крестьянского восстания середины XVI века, поскольку считается, что она вполне могла быть свидетелем тех событий[4].
- Мемориал крестьянского восстания и Матия Губеца — создан в 1973 году.